# Österreichische Badminton-Bundesliga 2020/21
Die Österreichische Badminton-Bundesliga der Saison 2020/21 bestand aus einer Vorrunde im Modus Jeder-gegen-jeden und anschließenden Halbfinal- und Finalspielen. Meister wurde ASKÖ Traun.

## Vorrunde
| Platz | Team                              | Spiele | G | U | V | Punkte | Spielpunkte | Sätze | Bälle     |
| ----- | --------------------------------- | ------ | - | - | - | ------ | ----------- | ----- | --------- |
| 1     | ASV Pressbaum                     | 10     | 3 | 2 | 0 | 16     | 31-9        | 65-23 | 1682-1335 |
| 2     | Askö Traun                        | 10     | 3 | 2 | 0 | 14     | 27-13       | 60-34 | 1749-1481 |
| 3     | Raiffeisen UBSC Wolfurt           | 10     | 1 | 4 | 0 | 12     | 23-17       | 49-41 | 1676-1448 |
| 4     | BSC 70 Linz                       | 10     | 2 | 1 | 2 | 9      | 17–23       | 37–53 | 1505–1675 |
| 5     | Badminton Mödling                 | 10     | 1 | 1 | 3 | 7      | 16–24       | 38–52 | 1463–1649 |
| 6     | Badminton Club Montfort Feldkirch | 10     | 0 | 0 | 5 | 2      | 12571       | 23–69 | 1353–1840 |

## Halbfinale
- ASKÖ Traun – BSC 70 Linz: 5:1
- ASV Pressbaum – Raiffeisen UBSC Wolfurt: 5:4

## Finale
- ASKÖ Traun – ASV Pressbaum: 3:5, 5:4, 5:4